# Ciutat del Sol (utopia)

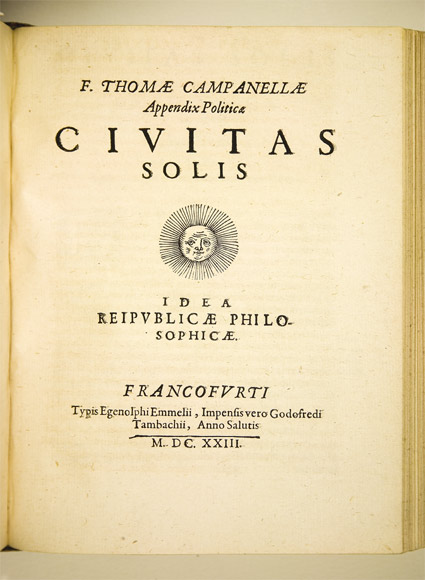
Portada de la primera edició de Civitas Solis (Frankfurt, 1623)

Ciutat del Sol (en llatí: Civitas Solis) fou una obra escrita pel frare dominic italià Tommaso Campanella el 1602, mentre estava tancat a la presó de Nàpols per haver promogut un intent d'insurrecció a Calàbria el 1599 contra la Corona espanyola "prometent als que el seguissen una república comunista fundada en la concòrdia i en l'amor". Amb la Utopia de Thomas More —que va influir en Campanella per la utopia d'Anton Francesco Doni, El món prudent i insensat (1552)—, la Ciutat del Sol és l'obra utòpica més important del començament de l'edat moderna, i així com la Utopia de More, s'inspira en la La República de Plató, però no pren pas com a referència l'humanisme d'Erasme de Rotterdam, com fa More, sinó el misticisme mil·lenarista medieval. En aquest sentit, la Ciutat del Sol, com ha assenyalat Jacques Droz, "és al mateix temps una obra teocràtica i comunista". D'altra banda, també es percep la influència del filòsof racionalista i naturalista Bernardino Telesio amb qui s'havia educat Campanella.
Civitas Solis fou publicada a Frankfurt el 1623, quan Campanella encara estava tancat a la presó —en seria alliberat tres anys després—.

## Contingut
L'obra està estructurada en forma de diàleg entre un cavaller de l'Orde de Malta i un navegant genovés, que li explica la manera de viure d'una ciutat situada a l'illa de Taprobana (que alguns identifiquen amb l'actual Sri Lanka), que ha conegut durant el seu viatge arreu del món.

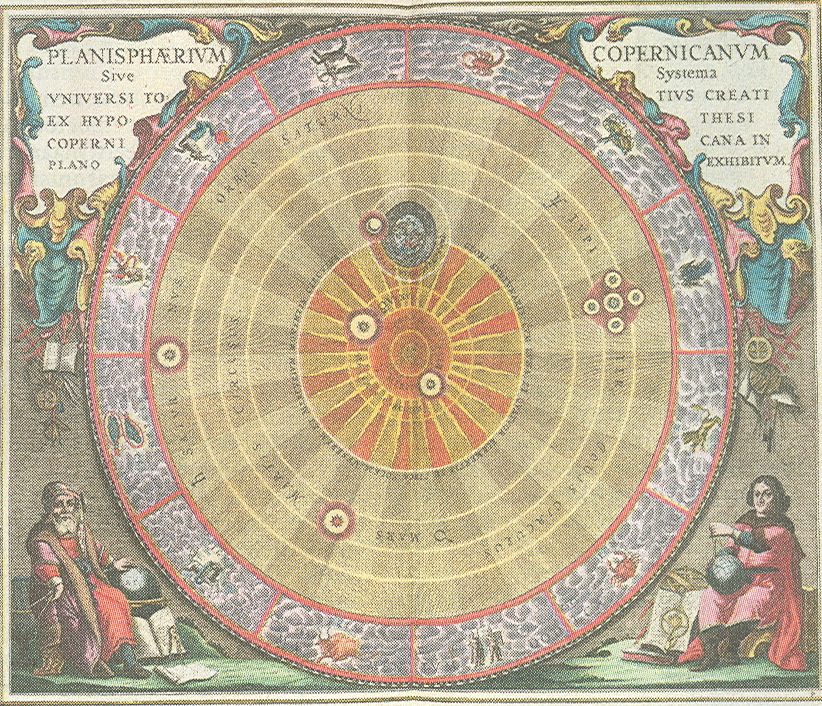
Sistema heliocèntric de Copèrnic, segons Andreas Cellarius, en què s'inspira Campanella per a dissenyar la Ciutat del Sol

La Ciutat del Sol és al cim d'una muntanya i al bell mig s'ha aixecat un temple circular consagrat al sol, que està envoltat per set muralles també circulars, cadascuna dedicada a un dels set planetes —reproduint així el sistema heliocèntric de Copèrnic—, i els murs n'estan recoberts amb tot el saber del seu temps perquè els seus habitants hi puguen accedir fàcilment.
La ciutat està governada com a suprema autoritat espiritual i temporal per Hoh el Metafísic (el Sol), al qual acompanyen tres ministres o prínceps —Pon (Poder), que disposa en qualsevol afer de defensa; Sin (Saviesa), que s'ocupa de l'educació; i Mor (Amor), encarregat de la sanitat i de la política reproductiva—, tots triats pels seus coneixements científics. "Per què governa el Sol? La resposta l'ofereix el context cultural: si Nicolau Copèrnic (1473-1543) situà aquest astre al centre de l'univers, Campanella en va més enllà i li fa presidir la república humana".
Una de les funcions primordials de la ciutat-estat és donar als habitants una educació rigorosa i completa basada en la "gramàtica filosòfica" i l'experiència, com recomanava el filòsof Telesi. Segons Campanella, acréixer la cultura era una manera de fer front als rics i al poder que sempre mantenen en la ignorància el poble per a afermar la seua dominació, i també d'assegurar el benestar de la societat. Així, en la Ciutat del Sol es descriuen fantàstiques innovacions tècniques com les arades de vela o els vaixells de manxes i rodes. Segons Evelio Moreno Chumillas, aquest és la característica essencial de Civitas Solis, "la comunitat del saber i l'educació dels habitants des d'edat primerenca".
Tots els ciutadans treballen junts quatre hores al dia, mengen i dormen plegats, i comparteixen els béns, les persones i els fills, constituint així un règim de comunisme radical, en què l'egoisme no té cabuda, perquè "perdut l'amor propi, només resta l'amor a la comunitat". Les relacions sexuals estan estrictament regulades pel ministre Mor, que tria les parelles per les qualitats físiques i morals, perquè els solars "no comprenen com es posa tanta cura a millorar les races d'animals domèstics, i se sol deixar a l'atzar i a la rutina la reproducció de l'espècie humana". També s'hi regula el moment de la procreació perquè s'ha de donar en els temps favorables determinats per la conjunció dels astres. Les dones estèrils no reben pas els mateixos honors que les fèrtils, mentre que els hòmens castos durant molt de temps "seran felicitats i celebrats amb versos en les assemblees públiques". Amb totes aquestes mesures, es pretén que hi regne la virtut i que hi desapareguen el robatori, l'assassinat, el llibertinatge, l'incest i l'adulteri.
La religió que practiquen els solars és una mena de deisme, perquè l'únic precepte és el reconeixement del Creador. D'acord amb Jacques Droz, hi subjau "una viva hostilitat a l'ascetisme cristià: no creu pas en la corrupció del pecat original, tampoc condemna cap plaer de la vida; la severa regulació de l'amor no exclou pas la legítima satisfacció de l'instint sexual; i a la ciutat la privació de les relacions amoroses s'inclourà dins les sancions penals".

## Valoració

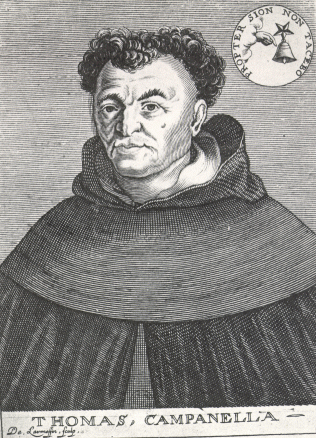
Retrat de Tommaso Campanella amb el seu lema Numquam tacebo (Mai callaré)

"La Ciutat del Sol és, en conclusió, l'aposta per un nou ordre religiós, polític i social, basat en l'ideal de la monarquia cristiana universal de Tommaso Campanella. L'obra és un compendi de la societat mundial, regida per una sola espasa civil i religiosa, en què, assolida la felicitat i la justícia social, la divina providència ha determinat el fi de la història. La Ciutat del Sol, però, no deixa de revelar un món totalitari, en què l'existència dels solars manca de família i propietat, d'una manera totalment reglamentada i responent de tots els actes —i fins i tot pensaments— davant el poder. En això, si bé la utopia del dominic és renaixentista per la fe en el progrés i la instrucció, la presència d'elements astrals i la influència platònica li confereixen una singularitat d'acord amb la personalitat controvertida del seu creador".